# Just the Way You Are
Just the Way You Are er en hitsingle af den amerikanske sanger og sangskriver Bruno Mars. Sangen er førstesinglen fra hans debutalbum Doo-Wops & Hooligans.
Sangen blev udgivet den 20. juli 2010 og nåede toppen på hitlisten Billboard Hot 100 i USA. Just The Way You Are gik fra plads 7 til 1 på Canadian Hot 100 9. oktober 2010 og tre dage senere blev sangen sangerens tredje etter på den hollandske Top 40. Den har også været fremgangsrig på mange andre lister verden over, blandt i Danmark.
Musikvideoen blev instrueret af Ethan Lader. Skuespillerinden Nathalie Kelley medvirker i den. Rapperen Lupe Fiasco medvirker på en officiel remix af sangen, som er inkluderet på en udvidet special version af Doo-Wops & Hooligans (deluxe).
Bruno Mars blev inspireret af Joe Cockers sang You Are So Beautiful og Eric Claptons sang Wonderful Tonight fordi de "går lige til sagen" og "kommer direkte fra hjertet."
De første kritikerreaktioner varierede: Digital Spy sammenlignede Just the Way You Are med Empire State of Mind af Jay-Z (med Alicia Keys) og skrev: en "en lignende, hvis ikke indiskutabelt en øjeblikkelig klassisk er født.". Contactmusic.com skrev at singlen ikke adskiller Bruno Mars fra alle andre R&B-artister på hitlisterne: "Sangen bygger aldrig op til et klimaks og fremstår som ganske banal og usel.

## Hitlister and certifikationer
| Hitliste (2010)                                  | Top placering |
| ------------------------------------------------ | ------------- |
| Australien (ARIA)                                | 1             |
| Østrig (Ö3 Austria Top 40)                       | 1             |
| Belgien (Ultratop 50 Flanderen)                  | 4             |
| Belgien (Ultratop 50 Vallonien)                  | 17            |
| Canada (Canadian Hot 100)                        | 1             |
| Tjekkiet (Rádio Top 100)                         | 19            |
| Danmark (Track Top-40)                           | 6             |
| Europa (European Hot 100 Singles)                | 2             |
| Frankrig (SNEP)                                  | 37            |
| Tyskland (Official German Charts)                | 2             |
| Ungarn (Rádiós Top 40)                           | 2             |
| Irland (IRMA)                                    | 1             |
| Italien (FIMI)                                   | 5             |
| Japan (Japan Hot 100)                            | 14            |
| Holland (Dutch Top 40)                           | 1             |
| New Zealand (RIANZ)                              | 1             |
| Norge (VG-lista)                                 | 4             |
| Polen (ZPAV)                                     | 2             |
| Rumænien (Romanian Top 100)                      | 7             |
| Slovakiet (Rádio Top 100)                        | 9             |
| Spanien (PROMUSICAE)                             | 20            |
| Sverige (Sverigetopplistan)                      | 2             |
| Schweiz (Schweizer Hitparade)                    | 3             |
| Storbritannien Singles (Official Charts Company) | 1             |
| USA Billboard Hot 100                            | 1             |
| USA Adult Contemporary (Billboard)               | 1             |
| USA Adult Top 40 (Billboard)                     | 54            |
| USA Mainstream Top 40 (Billboard)                | 1             |

| Hitlister (2010)                         | Placering |
| ---------------------------------------- | --------- |
| Australien                               | 8         |
| Østrig                                   | 53        |
| Europa                                   | 59        |
| Italien                                  | 77        |
| Japan Top 100                            | 95        |
| Canada                                   | 25        |
| Tyskland (Media Control AG)              | 32        |
| Holland (Dutch Top 40)                   | 19        |
| Rumænien                                 | 89        |
| Schweiz                                  | 64        |
| UK Singles (The Official Charts Company) | 3         |

| Land        | Udgiver | Certifikation |
| ----------- | ------- | ------------- |
| Australien  | ARIA    | 3x Platin     |
| Østrig      | IFPI    | Guld          |
| Canada      | CRIA    | Platin        |
| Danmark     | IFPI    | Guld          |
| Tyskland    | BVMI    | Guld          |
| Italien     | FIMI    | Guld          |
| New Zealand | RIANZ   | Platin        |
| USA         | RIAA    | 3× Platin     |

| Efterfulgte: "Teenage Dream" by Katy Perry | Billboard Hot 100-nummer 1-singler October 2, 2010 – October 23, 2010              | Efterfulgtes af: "Like a G6" by Far East Movement featuring The Cataracs and Dev |
| Efterfulgte: "Teenage Dream" by Katy Perry | Billboard Top 40 Mainstream number-one single October 30, 2010 – November 13, 2010 | Efterfulgtes af: "Just a Dream" by Nelly                                         |
| Efterfulgte: "Teenage Dream" by Katy Perry | Billboard Adult Top 40 number-one single November 27, 2010 – December 25, 2010     | Efterfulgtes af: "Raise Your Glass" by Pink                                      |